# 张贵斌烈士墓
张贵斌烈士墓，位于中国广东省韶关市始兴县隘子镇彩岭村，为始兴县的一个县级文物保护单位，类型为近现代重要史迹及代表性建筑，公布时间为1990年7月13日。
张贵斌烈士墓的历史年代为1924—1927。